# Аскрен, Бен
Бен Аскрен (англ. Ben Askren; род. 18 июля 1984, Сидар-Рапидс, Айова, США) — бывший американский борец вольного стиля, чемпион США, а также американский боец смешанного стиля, выступавший под эгидой UFC. Бывший чемпион ONE Championship и Bellator в полусредней весовой категории. После поражения от Демиана Майи удушающим приемом на турнире UFC Fight Night 162 Бен Аскрен принял решение завершить карьеру бойца..

## ONE Championship
9 декабря 2013 года, Аскрен подписал контракт с ONE Championship на 6 боев.
Первым боем в этой организации Аскрен встретился с Бахтияром Аббасовым, который выиграл уже девять боев, в главном событии ONE FC:  Honor and Glory 30 мая. Он выиграл бой болевым в первом раунде.
Так же на турнире ONE Championship: Global Warriors 15 Апреля, 2016 года Аскрен победил Николая Алексахина единогласным решением судей.

## UFC
25 октября 2018 года  UFC и One Championship  провернули беспрецедентную сделку, обменяв бывшего чемпиона в наилегчайшем весе Деметриуса Джонсона на  Бена Аскрена.
Тем самым Аскрен подписал контракт с UFC. На турнире UFC 235 4 марта был дебютный бой Бена в UFC. В первые минуты первого раунда бой мог закончиться первым поражением в карьере. Однако доказал статус бывшего чемпиона двух организаций, смог реабилитироваться и победить удушающим приемом «Бульдог» бывшего чемпиона Робби Лоулера. Многие считают, что бой был остановлен преждевременно. В интервью промоутер Дана Уайт заявил, что хочет организовать между бойцами реванш. Однако Бен заявил, что в реванше не заинтересован и хочет боя с Дарреном Тиллом или Хорхе Масвидалем.
6 июля 2019 года на турнире UFC 239 Бен Аскрен встретился с Хорхе Масвидалем. Многие аналитики считали Аскрена безусловным фаворитом в этом бою, принимая во внимание отсутствие поражений в рекорде Аскрена, а также его первоклассные навыки борьбы, в то время как Масвидаль в данном аспекте значительно уступает своему оппоненту. Предстоящее противостояние также обострялось личной неприязнью между бойцами, в рамках которой Аскрен часто высмеивал бойцовские навыки Масвидаля, ставя под сомнение способность последнего противостоять его навыкам борьбы, а Масвидаль в свою очередь обещал жестоко расправиться с Аскреном в октагоне. Так или иначе, уже в первые секунды боя Масвидаль стремительно побежал на своего соперника и, нанеся сокрушительный удар коленом в прыжке в голову, отправил его в глубокий нокаут. Масвидаль добил обездвиженное тело Аскрена и одержал победу нокаутом за 5 секунд первого раунда, тем самым установив новый рекорд как самый быстрый нокаут в истории UFC. Для Аскрена это стало самым первым и горьким поражением за всю карьеру.
26 октября 2019 года на UFC Fight Night Бен Аскрен вышел против бойца Демиана Майя. Бой закончился в конце третьего раунда. Бен Аскрен отдал спину одному из лучших борцов дивизиона и проиграл удушающим приемом. После UFC Fight Night 162 завершил карьеру бойца.

## Бокс
После окончания карьеры в смешанных единоборствах Бен Аксрен попытался проявить себя в боксе против блогера Джейка Пола. Их поединок состоялся 18 апреля 2021 года, который завершился нокаутом в первом же раунде для Бена.

## Титулы и достижения
Входил в состав сборной США по вольной борьбе в весе до 74 кг на Летних Олимпийских играх 2008 г. вместе с Чемпионом в весе до 55 кг Генри Сехудо и Даниэлем Кормье (1-й раунд в весе до 96 кг).

### Смешанные единоборства
- Bellator MMA
  - Чемпион Bellator в полусреднем весе (один раз)
  - Четыре успешных защиты титула
  - Победитель гран-при 2 сезона Bellator в полусреднем весе
  - Обладатель второй самой длинной серии успешных защит титула в истории Bellator (4)
  - Занимает второе место по  количеству успешных защит титула в истории Bellator (4)
- ONE Championship
  - Чемпион ONE Championship в полусреднем весе (один раз)
  - Три успешных защиты титула

## Статистика в смешанных единоборствах
| Боёв 22         | Побед 19 | Поражений 2 |
| --------------- | -------- | ----------- |
| Нокаутом        | 6        | 1           |
| Сдачей          | 6        | 1           |
| Решением        | 7        | 0           |
| Не состоявшихся | 1        | 1           |

| Результат    | Рекорд   | Соперник           | Способ                                        | Турнир                                  | Дата            | Раунд | Время | Место            | Примечание                                                                 |
| ------------ | -------- | ------------------ | --------------------------------------------- | --------------------------------------- | --------------- | ----- | ----- | ---------------- | -------------------------------------------------------------------------- |
| Поражение    | 19-2 (1) | Демиан Майя        | Сдача (удушение сзади)                        | UFC Fight Night: Maia vs. Askren        | 26 октября 2019 | 3     | 3:54  | Сингапур         |                                                                            |
| Поражение    | 19-1 (1) | Хорхе Масвидаль    | Нокаут (удар коленом в прыжке)                | UFC 239                                 | 6 июля 2019     | 1     | 0:05  | Лас-Вегас, США   |                                                                            |
| Победа       | 19-0 (1) | Робби Лоулер       | Удушающий приём (бульдог)                     | UFC 235                                 | 2 марта 2019    | 1     | 3:20  | Лас-Вегас, США   | Дебют в UFC                                                                |
| Победа       | 18-0 (1) | Синъя Аоки         | Технический нокаут (удары)                    | ONE Championship 64: Immortal Pursuit   | 24 ноября 2017  | 1     | 0:57  | Каланг, Сингапур | Защитил титул чемпиона ONE Championship в полусреднем весе.                |
| Победа       | 17-0 (1) | Себастьян Кадестам | Технический нокаут (удары)                    | ONE Championship 60: Shanghai           | 2 сентября 2017 | 2     | 4:09  | Шанхай, Китай    | Защитил титул чемпиона ONE Championship в полусреднем весе.                |
| Победа       | 16-0 (1) | Агилан Тани        | Удушающий приём (треугольник руками)          | ONE Championship 55: Dynasty of Heroes  | 26 мая 2017     | 1     | 2:20  | Каланг, Сингапур | Защитил титул чемпиона ONE Championship в полусреднем весе.                |
| Победа       | 15-0 (1) | Николай Алексахин  | Единогласное решение                          | ONE Championship 41: Global Rivals      | 15 апреля 2016  | 5     | 5:00  | Пасай, Филиппины | Не титульный бой; Алексахин не сделал вес (85 кг).                         |
| Не состоялся | 14-0 (1) | Луис Сантус        | Без результата (тычок в глаз)                 | ONE Championship 26: Valor of Champions | 24 апреля 2015  | 1     | 2:19  | Пасай, Филиппины | Сохранил титул чемпиона ONE Championship в полусреднем весе.               |
| Победа       | 14-0     | Нобутацу Сузуки    | Технический нокаут (удары)                    | ONE FC 19: Reign of Champions           | 29 августа 2014 | 1     | 1:24  | Дубай, ОАЭ       | Завоевал титул чемпиона ONE FC в полусреднем весе.                         |
| Победа       | 13-0     | Бахтияр Аббасов    | Удушающий приём (треугольник руками)          | ONE FC 16: Honor and Glory              | 30 мая 2014     | 1     | 4:21  | Каланг, Сингапур |                                                                            |
| Победа       | 12-0     | Андрей Корешков    | Технический нокаут (удары)                    | Bellator 97                             | 31 июля 2013    | 4     | 2:58  | Рио-Ранчо, США   | Защитил титул чемпиона Bellator в полусреднем весе. Позже освободил титул. |
| Победа       | 11-0     | Карл Амуссу        | Технический нокаут (остановка доктором)       | Bellator 86                             | 24 января 2013  | 3     | 5:00  | Такервилл, США   | Защитил титул чемпиона Bellator в полусреднем весе.                        |
| Победа       | 10-0     | Дуглас Лима        | Единогласное решение                          | Bellator 64                             | 6 апреля 2012   | 5     | 5:00  | Уинсор, Канада   | Защитил титул чемпиона Bellator в полусреднем весе.                        |
| Победа       | 9-0      | Джей Хирон         | Раздельное решение                            | Bellator 56                             | 29 октября 2011 | 5     | 5:00  | Канзас-Сити, США | Защитил титул чемпиона Bellator в полусреднем весе.                        |
| Победа       | 8-0      | Ник Томпсон        | Единогласное решение                          | Bellator 40                             | 9 апреля 2011   | 3     | 5:00  | Ньюкирк, США     | Не титульный бой.                                                          |
| Победа       | 7-0      | Лайман Гуд         | Единогласное решение                          | Bellator 33                             | 21 октября 2010 | 5     | 5:00  | Филадельфия, США | Завоевал титул чемпиона Bellator в полусреднем весе.                       |
| Победа       | 6-0      | Дэн Хорнбакл       | Единогласное решение                          | Bellator 22                             | 17 июня 2010    | 3     | 5:00  | Канзас-Сити, США | Финал гран-при 2 сезона Bellator полусреднего веса.                        |
| Победа       | 5-0      | Райан Томас        | Единогласное решение                          | Bellator 19                             | 20 мая 2010     | 3     | 5:00  | Гранд-Прери, США | Полуфинал гран-при 2 сезона Bellator полусреднего веса.                    |
| Победа       | 4-0      | Райан Томас        | Удушающий приём (гильотина)                   | Bellator 14                             | 15 апреля 2010  | 1     | 2:40  | Чикаго, США      | Четвертьфинал гран-при 2 сезона Bellator полусреднего веса.                |
| Победа       | 3-0      | Мэтт Делэнойт      | Удушающий приём (север-юг)                    | Max Fights DM: Ballroom Brawl           | 28 августа 2009 | 1     | 1:15  | Де-Мойн, США     |                                                                            |
| Победа       | 2-0      | Митчелл Харрис     | Удушающий приём (обратный треугольник руками) | HP: The Patriot Act 2                   | 25 апреля 2009  | 1     | 1:27  | Колумбия, США    | Бой в промежуточном весе (79 кг).                                          |
| Победа       | 1-0      | Джош Флауэрс       | Технический нокаут (удары)                    | HP: The Patriot Act                     | 7 февраля 2009  | 1     | 1:25  | Колумбия, США    |                                                                            |